# Phaenobezzia stuckenbergi
Phaenobezzia stuckenbergi är en tvåvingeart som först beskrevs av Haeselbarth 1965.  Phaenobezzia stuckenbergi ingår i släktet Phaenobezzia och familjen svidknott. Inga underarter finns listade i Catalogue of Life.